# Tom Jungell
Tom Jungell es un deportista finlandés que compitió en vela en la clase Europe. Ganó una medalla de oro en el Campeonato Mundial de Europe de 1981.

## Palmarés internacional
| Campeonato Mundial | Campeonato Mundial   | Campeonato Mundial | Campeonato Mundial |
| Año                | Lugar                | Medalla            | Clase              |
| ------------------ | -------------------- | ------------------ | ------------------ |
| 1981               | Hoorn (Países Bajos) | Medalla de oro     | Europe             |